# Mister Internacional 2008
Mister Internacional 2008 foi a 9ª edição do concurso de beleza masculino intitulado Mister International, certame idealizado com o intuito de reunir homens capazes de ser influenciadores da sociedade em que vivem e ser formadores de opinião. O modelo vencedor disputou o título com outros vinte e nove candidatos de diversos outros países ao vivo pelo portal da organização Mister Singapure via livestream. A terceira edição foi realizada na cidade de Tainan e teve como vitorioso o vietnamita Ngô Tiến Đoàn. 

## Resultados

### Colocação
| Colocação               | País e Candidato |
| Vencedor                | - Vietnã - Ngô Tiến Đoàn |
| 2º. Lugar               | - Líbano - Mohamad Chamseddine |
| 3º. Lugar               | - China - Zhang Shuo |
| 4º. Lugar               | - Croácia - Mihovil Barun |
| 5º. Lugar               | - Holanda - Vincent Cleuren |
| (TOP 10) Semifinalistas | - Bélgica - Koen van de Voorde - Brasil - Maciel Moreno - Filipinas - Jeff Surio - Grécia - Dimitris Tsilis - Venezuela - Marco Chinea |
| (TOP 15) Semifinalistas | - Estados Unidos - Ivan Rusilko - Índia - Vikas Mehandroo - Indonésia - Rocky Pramata - Singapura - Ken Lim - Taiwan - Li Chi Hsiang   |

### Premiações Especiais
- Houve as seguintes premiações especiais este ano:

| Premiação           | País e Candidato             |
| Mister Fotogenia    | - Taiwan - Li Chi Hsiang     |
| Mister Simpatia     | - Croácia - Mihovil Barun    |
| Mister Espírito     | - Nigéria - Edgar Chidiebere |
| Melhor Traje Típico | - Taiwan - Li Chi Hsiang     |

## Candidatos
Disputaram o título este ano: 
| - Angola - Claudio Furtado - Bélgica - Koen van de Voorde - Bolívia - Alberto Martínez - Brasil - Maciel Moreno - China - Zhang Lun Shuo - Coreia do Sul - Park Jung Wan - Croácia - Mihovil Barun - Eslovênia - Erik Ferfolja - Estados Unidos - Ivan Rusilko - Filipinas - Jeff Surio | - França - Patrick Beck - Grécia - Dimitris Tsilis - Holanda - Vincent Cleuren - Honduras - Cesar Quintanilla - Hong Kong- Yang Jung Hao - Índia - Vikas Mehandroo - Indonésia - Rocky Pramata - Letônia - Endijs Grāvlejs - Líbano - Mohamad Chamseddine - Luxemburgo - Gert De Winne | - Macau - Xie Hui - Malta - Andrei Grech - Nigéria - Edgar Chidiebere - Paquistão - Ali Asghar - Quirguistão - Azamat Toktakunov - Singapura - Ken Lim - Sri Lanca - Dinesh Priyankara - Taiwan - Li Chi Hsiang - Venezuela - Marco Chinea - Vietnã - Ngô Tiến Đoàn |

## Crossovers
Candidatos em outros concursos:
Manhunt Internacional
- 2007:  Paquistão - Ali Asghar
  - (Representando o Paquistão em Seul, na Coreia do Sul)
- 2007:  Vietnã - Ngo Tien Doan (Top 16)
  - (Representando o Vietnã em Seul, na Coreia do Sul)
- 2008:  Angola - Cláudio Furtado (5º. Lugar)
  - (Representando Angola em Seul, na Coreia do Sul)

Men Universe Model
- 2009:  Índia - Vikas Mehandroo
  - (Representando Angola em Santo Domingo, na R. Dominicana)

## Ligações Externas
- Site do Concurso

- Página no Facebook

- Histórico no Pageantopolis (em inglês)